# Wetgeving over het taalgebruik in Belgische bedrijven
De wetgeving over het taalgebruik in Belgische bedrijven valt onder de wetten op het gebruik van de talen in bestuurszaken. Belastingaangiften, jaarrekeningen en allerlei andere officiële documenten moeten opgesteld worden in de taal van het gebied. In het Brussels Hoofdstedelijk Gewest is er keuze tussen het Frans en het Nederlands. Deze wet volgt de grondwettelijke indeling van België in vier taalgebieden: het Nederlandse, het Franse, het Duitse en het tweetalig gebied het Brussels Hoofdstedelijk Gewest. Er is geen sprake van een federale 'Taalwet bedrijfsleven' die in het hele land geldt, maar eigenlijk van twee regionale decreten, hoewel de federale Taalwet bestuurszaken (18 juli 1966) ook een rol speelt, met name in het Brussels Hoofdstedelijk Gewest, de faciliteitengemeenten en het Duitse taalgebied.
- Het "Decreet tot regeling van het gebruik van de talen voor de sociale betrekkingen tussen de werkgevers en de werknemers, alsmede van de door de wet en de verordeningen voorgeschreven akten en bescheiden van de ondernemingen", ook wel "het septemberdecreet" genoemd, werd op 6 september 1973 in het Belgisch Staatsblad gepubliceerd en is in werking getreden op 16 september 1973.[2] Dit decreet werd aangenomen door de toenmalige Cultuurraad voor de Nederlandse Cultuurgemeenschap (voorloper van de Vlaamse Raad en uiteindelijk het Vlaams Parlement) op advies van de Commissie voor taalwetgeving en taalbescherming.[3] Het septemberdecreet werd geldig in het hele Nederlandse taalgebied, maar een arrest van het Arbitragehof van 30 januari 1986 verklaarde het niet van toepassing op de faciliteitengemeenten daarin.[2]
- Het "Décret relatif à la protection de la liberté de l'emploi des langues et de l'usage de la langue française en matière de relations sociales entre les employeurs et leur personnel ainsi que d'actes et documents des entreprises imposés par la loi et les règlements", op 30 juni 1982 aangenomen door de Raad van de Franse Gemeenschap (voorloper van het Parlement van de Franse Gemeenschap) en de Regering-Moureaux I.[4] en trad op 6 september 1982 in werking.[5] Het decreet werd geldig in het Franse taalgebied, maar hetzelfde arrest van het Arbitragehof van 30 januari 1986 verklaarde het decreet niet van toepassing op de faciliteitengemeenten daarin.[5]

Zowel de Vlaamse Gemeenschap als de Franse Gemeenschap hebben ieder dus voor het (exclusieve) eigen taalgebied een decreet uitgewerkt. Beide decreten verplichten de ondernemingen de sociale betrekkingen met het personeel in de taal van het gebied te voeren. Vertalingen zijn toegestaan, soms ook verplicht in Vlaanderen.